# SD シン・仮面ライダー 乱舞
『SD シン・仮面ライダー 乱舞』（エスディー しん・かめんライダーらんぶ）は、バンダイナムコエンターテインメントより2023年3月23日に発売されたゲームソフトであり、対応プラットフォームはNintendo SwitchおよびPC（Steam配信）である。
本作は『シン・仮面ライダー』を題材としたベルトスクロールアクションゲームだが、ゲームシステムにはハックアンドスラッシュの要素も含む。
2020年発売の『KAMEN RIDER memory of heroez』以来の仮面ライダーゲーム作品であり、作品単体でのゲーム化は2015年配信の『仮面ライダーゴースト ゲームでカイガン!!』以来となる。また、プラットフォームにPCが加わる初の仮面ライダーゲームでもある。
本作は『シン・ジャパン・ヒーローズ・ユニバース』とのコラボを前面に出しており、後述のダウンロードコンテンツにて『シン・ゴジラ』『ヱヴァンゲリヲン新劇場版』『シン・ウルトラマン』が参戦している。

## システム
エリアは全部で5つあり、1エリアにつき3つのステージが存在する。
敵との戦闘中に倒れても、一度持ち帰ったアイテムで自身やサイクロン号を強化し再挑戦できる。サイクロン号を強化するとクリアしたステージのスキップや強化アイテムの獲得など戦いを有利に進めることができる。

## 登場人物

### プレイアブルキャラクター
- 仮面ライダー（声 - 池松壮亮[3]）
- 仮面ライダー第2号（声 - 柄本佑[3]）
- ゴジラ
- エヴァンゲリオン試験初号機
- ウルトラマン

### サブキャラクター
- 緑川ルリ子（声 - 浜辺美波）

### 敵
- クモオーグ
- コウモリオーグ
- ハチオーグ
- SHOCKER下級構成員

## 追加ダウンロードコンテンツ
- 「シン・ゴジラパック」
- 「エヴァンゲリオンパック」
- 「シン・ウルトラマンパック」

2023年12月末に配信を終了している。

## 評価
GameSparkの麦秋は、歯ごたえのある難易度ながらも、カジュアル層でも遊びやすいと評価している。